# Luis Bernardo Pozzolo
Luis Bernardo Pozzolo Pica (Mercedes, Soriano, 16 de enero de 1933 - 30 de julio de 2003) fue un político uruguayo perteneciente al Partido Colorado. Legislador con larga trayectoria, fue el único descendiente de indígenas que ocupó –en calidad de suplente por tres días– la Presidencia de la República.

## Biografía
Pozzolo nació y se crio en el barrio el Mondongo, uno de los más humildes de Mercedes, donde no llegaban el agua potable ni la energía eléctrica.
Hijo de Luis Pozzolo Mayer y Guillermina Dolores Pica, fue el mayor de seis hermanos. Apodado cariñosamente "el Negro"; su madre tenía ascendencia chaná. De orígenes muy humildes, se tuvo que ganar la vida desde niño, limpiando panteones y entregando agua a cambio de propinas en el cementerio. 
Recibió educación primaria en la escuela N.º 10 - Juan Antonio Lavalleja, de Mercedes, para luego estudiar en la Escuela Técnica (UTU) en la misma ciudad, logrando en la UTU recibirse de idóneo en comercio y contabilidad.
Gracias a esto consiguió un empleo como bancario. 

### Actividad política
Militante en política desde muy joven, Luis Batlle Berres lo descubrió en una de sus giras por Soriano, lo impulsó, y fue electo edil departamental de Soriano para el período 1954-1963, siendo parte del grupo que lideraba el intendente colorado Dr. Zoilo A. Chelle.
Posteriormente, desarrolló una larga carrera parlamentaria de tres décadas. Siendo electo diputado por primera vez en 1962, donde tuvo una importante actuación en los dos grandes conflictos bancarios ocurridos en ese período parlamentario, y luego renovando su banca en 1966, llegando a ser vicepresidente de la Cámara de Representantes en 1967 e ingresando al Senado en 1968. En ambas elecciones fue electo en representación de la Lista 15 (Batllismo).
Fue electo senador en las elecciones de 1971, e integró la Comisión Permanente que actuó durante el receso 1972-1973. Cesó su cargo como legislador por la disolución de las cámaras el 27 de junio de 1973. 
Durante todo lo que duró la dictadura (1973 - 1985) fue un activo militante por el regreso a la democracia. Fue encarcelado a finales del año 1983, pasando detenido por 83 días y siendo liberado el 10 de enero de 1974, por ser acusado de realizar “vilipendio a las Fuerzas Armadas”. Esto a causa de haberles dicho “bribones” a los militares en un discurso pronunciado en una Convención del Partido Colorado, presidida por Pozzolo, que recorrió 18 de julio y pobló de claveles el Obelisco.
El diario El Día impulsó una campaña nacional de firmas para presionar por su libertad. Pozzolo colaboró con El Día entre 1982 y 1984 con su página editorial, llevando a roces con el régimen militar.
En esos tiempos de pobreza, llegó a recursos extremos. Según confesó en una entrevista, “una vez de vuelta a casa yo iba revolviendo los tachos y me llevaba las botellas vacías para venderlas. Mi hijo chiquito cruzaba de vereda porque decía: «esto es una verguenza»”.
Tras la restauración de la democracia fue electo nuevamente senador en las elecciones generales del 25 de noviembre de 1984, otra vez en representación de la Lista 15 (bajo el sublema "Unidad y Reforma")
En 1989 fue electo por tercera vez como diputado, también bajo la Lista 15.
En 1991 es uno de los fundadores del sector del Foro Batllista. Siendo electo senador en las elecciones de 1994, pero esta vez por el Foro Batllista.
En esta legislatura, en 1995, un proyecto de Ley suyo incorporó a los pensionistas a la vejez al régimen de créditos sociales del Banco República y gestionó con éxitos la simultaneidad de pagos a los pasivos en Montevideo y el interior.
Entre otras actividades parlamentarias, Pozzolo integró la comisión senatorial encargada de investigar la misteriosa muerte durante la dictadura de Cecilia Fontana de Heber, madre del político Luis Alberto Heber.
En este período, su última legislatura, que fue durante la segunda presidencia de Julio María Sanguinetti, Pozzolo ejerció, en su carácter de suplente, durante tres días la Presidencia de la República en el año 1999, siendo el primer y único descendiente de indígenas en ejercer la primera magistratura.
Falleció el 30 de julio de 2003, mientras ocupaba el cargo de vicepresidente del Banco de Previsión Social. Fue homenajeado en las Cámaras de Senadores y Diputados. 
Se considera que, a pesar de su escasa formación académica, aprendió con la práctica el trabajo parlamentario en el que brilló por su natural elocuencia, ámbito en el que se caracterizó también por su capacidad de diálogo con todos los sectores políticos; conocido entre sus pares como un "zurcidor de acuerdos".

## Familia
Su hijo, Luis Bernardo Pozzolo Roselló, inmigró en 2003 a los Estados Unidos junto a su esposa Karen. Viviendo en Arizona, se convirtió en un político del Partido Republicano y fue candidato para congresista por el 7.º distrito congresional de Arizona en las elecciones a la Cámara de Representantes de los Estados Unidos de noviembre de 2022, perdiendo contra su contrincante demócrata Raúl Grijalva. Su página oficial dice que su padre "became President in 1999" (fue nombrado presidente en 1999).

## Publicaciones
- 1968 - Apuntes de viaje
- 1974 - Horizontes y cadenas
- 1988 - Sobre Esteban Echevarría. Editorial: PODER LEGISLATIVO. CAMARA DE REPRESENTANTES. En: "Día de las Américas"
- 1993 - Estructura y funcionamiento de los partidos políticos en Uruguay. Editorial: FESUR. En coautoría con: Jaime TROBO, Carlos PITA, Yamandú FAU. En: "Estructura y funcionamiento de los partidos políticos : una reforma posible". Coeditado: Trilce